# Шапе (Квебек)
Шапе (фр. Chapais) је град у Канади у покрајини Квебек. Према резултатима пописа 2011. у граду је живело 1.610 становника.

## Становништво
Према резултатима пописа становништва из 2011. у граду је живело 1.610 становника, што је за 1,2% мање у односу на попис из 2006. када је регистровано 1.630 житеља.
| 2006. | 2011. |
| ----- | ----- |
| 1.630 | 1.610 |